# دار عزيز (القريشية)

تعديل مصدري - تعديل

دار عزيز هي إحدى قرى عزلة قيفه آل محن يزيد بمديرية القريشية التابعة لمحافظة البيضاء، بلغ تعداد سكانها 268 نسمة حسب تعداد اليمن لعام 2004.